# John C. Thomson III

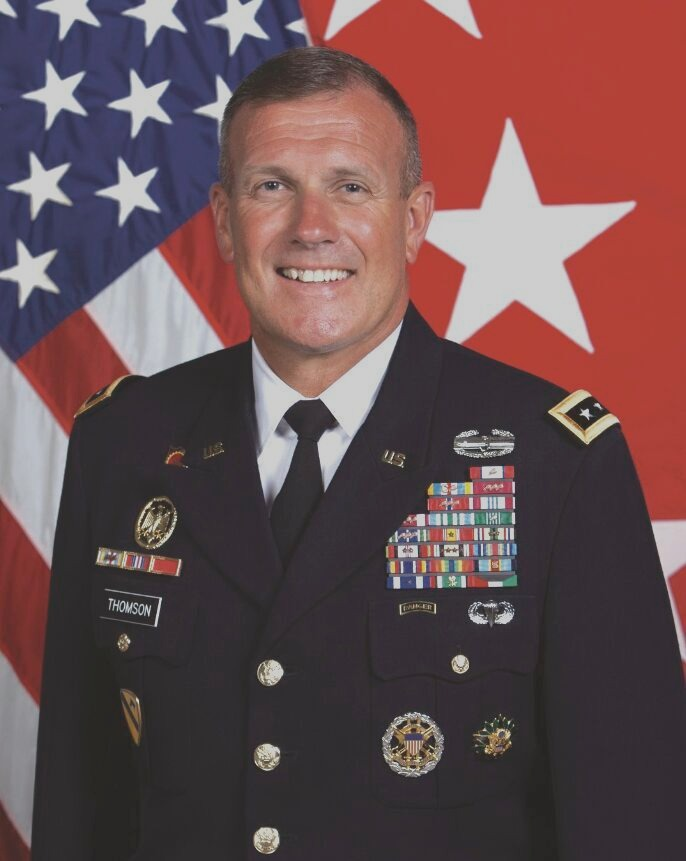
John C. Thomson III

John C. Thomson III (* um 1964 in Bamberg, Deutschland) ist ein pensionierter Generalleutnant der United States Army. Er war unter anderem Kommandeur der 1. Kavalleriedivision.
Als Kind von Militärangehörigen wuchs Thomson an verschiedenen Stationierungsstandorten seiner Eltern auf. In den Jahren 1982 bis 1986 durchlief er die United States Military Academy in West Point. Nach seiner Graduation wurde er als Leutnant der Feldartillerie zugeteilt. In der Armee durchlief er anschließend alle Offiziersränge vom Leutnant bis zum Drei-Sterne-General.
Im Lauf seiner militärischen Karriere absolvierte John Thomson verschiedene Kurse und Schulungen. Dazu gehörten unter anderem das Command and General Staff College und das Joint Forces Staff College. Außerdem studierte er an der Long Island University.
In seinen jüngeren Jahren absolvierte er den für Offiziere in den niederen Rangstufen üblichen Dienst in unterschiedlichen Einheiten und Standorten. Dazu gehörten auch Aufgaben als Stabsoffizier in verschiedenen Hauptquartieren. Während der ersten Jahre seiner Militärzeit war er in Europa stationiert. Dort gehörte er dem 2. Kavallerieregiment (Panzer) an. Während des Zweiten Golfkriegs wurde er mit seiner Einheit an den Persischen Golf verlegt.
Im weiteren Verlauf der 1990er Jahre absolvierte er unter anderem das erwähnte Studium an der Long Island University und am Command and General Staff College. Dann wurde er Stabsoffizier in einem Bataillon und dann einer Brigade der 4. Infanteriedivision. Dabei war er auch im Irakkrieg eingesetzt. Danach kommandierte er in Fort Sill in Oklahoma ein Bataillon der Feldartillerie.
Daran schloss sich eine Versetzung zum Stab der Joint Chiefs of Staff in Washington, D.C. an. Dort arbeitete er unter anderem in Fragen der globalen Sicherheit eng mit dem Außenministerium der Vereinigten Staaten zusammen. Nach einer weiteren Versetzung in den Irak absolvierte er die Joint Warfighting School beim Joint Forces Staff College in Norfolk in Virginia. Es folgte eine neuerliche Verlegung in den Irak. Nach seiner Rückkehr erhielt Thomson im Jahr 2009 in Fort Hood dem heutigen Fort Cavazos das Kommando über die 41st Fire Brigade.
Nach dem Ende seiner Zeit als Brigadekommandeur wurde John Thomson zum Stab des Heeresministeriums in Washington, D.C. versetzt. Im Jahr 2013 kehrte er zur 4. Infanteriedivision zurück, wo er die Leitung der Stabsabteilung G4 für Nachschub und Logistik übernahm. Dabei wurde er im Rahmen der Operation Enduring Freedom nach Afghanistan versetzt. Seine nächste Aufgabe führte ihn zurück an die Militärakademie in West Point. Dort übernahm er für einige Monate bis zum Dezember 2015 das Amt des Führungsoffiziers der Kadetten (Commandant of Cadets).
Im Januar 2016 erhielt John Thomson III als Nachfolger von Michael A. Bills das Kommando über die 1. Kavalleriedivision. Dieses Amt bekleidete er bis zum Oktober 2017. Dabei war er zwischenzeitlich im Rahmen der Operation Freedom’s Sentinel erneut in Afghanistan stationiert. Nach seiner Zeit als Divisionskommandeur wurde Thomson zum stellvertretenden Kommandeur des III. Korps ernannt. Dieses Amt bekleidete er bis zum August 2018. Es folgte eine Versetzung zum NATO-Hauptquartier in Izmir in der Türkei (NATO Allied Land Command), wo er bis zu seiner Pensionierung im Jahr 2020 als dessen Kommandeur tätig war.